# Blás Riveros
Blas Miguel Riveros Galeano (født 3. februar 1998) er en paraguansk professionel fodboldspiller, som spiller for Cerro Porteño og for det Paraguayanske landshold.

## Klub karriere

### Olimpia Asunción
Riveros startede sin professionelle karriere hos Club Olimpia i Primera División de Paraguay,
han kom fra klubbens egne rækker og var med til at vinde Primera División titlen med klubben i 2015.

### Basel
Den 4. maj 2016, offentliggjorde FC Basel at de havde hentet Riveros på en 4-årig aftale. På grund af Riveros var udtaget til det Paraguayanske-fodboldlandshold i Copa America kunne han ikke slutte sig til Basels førstehold før begyndelsen af juli.
Riveros fik debut for sit nye hold den 15. oktober 2016 i en hjemmebanesejr over FC Luzern. Kampen endte med en 3-0 sejr og Riveros spillede hele kampen.
I 2016–17 UEFA Youth League spillede Riveros alle kampene i gruppen, da Basels U-19 hold kvalificeret sig til knock-out runderne.
Under træner Urs Fischer var Riveros med til at vinde Schweiziske mesterskab i sæsonen 2016-2017. Det var klubbens ottende mesterskab i træk og deres tyvende mesterskab i alt. De vandt også den Schweiziske pokal for tolvte gang, hvilket betød de havde vundet "The Double" for sjette gang i klubbens historie.
Under træner Marcel Koller vandt Basel den Schweiziske pokal i sæsonen 2018–19.
I den første runde slog Basel FC Montlingen 3–0, Riveros spillede hele kampen, i den anden runde slog de Echallens Région 7–2 og i 1/8 finalerne spillede Riveros hele kampen da de slog Winterthur 1–0. I kvartfinalen slog de Sion 4–2 efter forlænget spilletid og i semifinalerne slog de FC Zürich 3–1. Alle kampene blev spillet på udebane.
Finalen blev spillet den 19. maj 2019 på Stade de Suisse i Bern mod FC Thun. Angriberen Albian Ajeti scorede det første mål, Riveros lagde op til det andet mål som Fabian Frei scorede på, FC Thuns Dejan Sorgić scorede det tredje mål til slutresultatet 2–1 til Basel, Riveros spillede hele kampen.

### Brøndby
Den 5. oktober 2020, offentliggjorde Brøndby at de havde hentet Riveros på en 4-årig kontrakt for cirka en halv million kroner.
Han debuterede for Brøndby den 5. november i DBU Pokalen mod Ledøje-Smørum Fodbold, hvor han lagde op til kampens eneste mål scoret af Simon Hedlund som endte 1–0.
I sin Superliga-debut den 8. november, scorede han kampens første mål i en 3-1 hjemmebane sejr over OB, men i det 73. minut måtte han lade sig udskifte efter et grimt sammenstød hvor Emmanuel Sabbi skubbede ham ind i Ryan Laursen og blev alvorligt knæskadet. Scanningen viste at Riveros havde beskadiget sit inderste ledbånd og korsbånd i venstre knæ. Det betød at han skulle igennem en operation, når hævelsen var faldet, hvorefter der forventedes en lang genoptræningsperiode på 12 måneder.

## Landsholdskarriere
Den 28. maj 2016, fik Riveros sin debut for det Paraguays fodboldlandshold mod Mexico hvor han spillede hele kampen.
Han blev udtaget til Paraguays trup til Copa América Centenario, men fik ikke nogen optrædener, da Paraguay blev elimineret i gruppe runden uden nogle sejre.

## Karrierestastikker

### Klub
Oversigten er opdateret til og med 9 maj 2021
| Klub           | Sæson          | Liga             | Liga  | Liga | Pokal | Pokal | Europæisk | Europæisk | Andet | Andet | Total | Total |
| Klub           | Sæson          | Liga             | Kampe | Mål  | Kampe | Mål   | Kampe     | Mål       | Kampe | Mål   | Kampe | Mål   |
| -------------- | -------------- | ---------------- | ----- | ---- | ----- | ----- | --------- | --------- | ----- | ----- | ----- | ----- |
| Olimpia        | 2015           | Primera División | 9     | 0    | 0     | 0     | 0         | 0         | 0     | 0     | 9     | 0     |
| Olimpia        | 2016           | Primera División | 11    | 0    | 0     | 0     | 3         | 1         | 0     | 0     | 14    | 1     |
| Olimpia        | Total          | Total            | 20    | 0    | 0     | 0     | 3         | 1         | 0     | 0     | 23    | 1     |
| Basel          | 2016–17        | Super League     | 8     | 0    | 2     | 0     | 0         | 0         | —     | —     | 10    | 0     |
| Basel          | 2017–18        | Super League     | 25    | 1    | 2     | 0     | 5         | 1         | —     | —     | 32    | 2     |
| Basel          | 2018–19        | Super League     | 19    | 2    | 3     | 0     | 1         | 0         | —     | —     | 23    | 2     |
| Basel          | 2019–20        | Super League     | 18    | 0    | 4     | 0     | 7         | 0         | —     | —     | 29    | 0     |
| Basel          | 2020–21        | Super League     | 1     | 0    | 0     | 0     | 0         | 0         | —     | —     | 1     | 0     |
| Basel          | Total          | Total            | 71    | 3    | 11    | 0     | 13        | 1         | 0     | 0     | 95    | 4     |
| Brøndby        | 2020–21        | Superligaen      | 1     | 1    | 1     | 0     | —         | —         | 0     | 0     | 2     | 1     |
| Karriere total | Karriere total | Karriere total   | 92    | 4    | 12    | 0     | 16        | 2         | 0     | 0     | 120   | 6     |

1. ↑  Appearances in the Copa Libertadores
2. 1 2  Appearances in the UEFA Champions League
3. ↑  Appearances in the UEFA Europa League and UEFA Champions League